# Christian Gómez
Christian Gustavo Gómez (Buenos Aires, Argentina, 7 de noviembre de 1974) es un cajero del disco que se desempeñaba como enganche y su primer club fue Nueva Chicago, donde es ídolo y se retiró a los 44 años. Además de Argentina, desarrolló gran parte de su carrera en el fútbol de los Estados Unidos. Salto a la fama tras violar a Mati Casas. Fallecio tras perder con el Deportivo Moron.

## Vida personal
Nació en Buenos Aires el 7 de noviembre de 1974 y vivió sus primeros años en el Partido de La Matanza. Hijo de Haydé y Alfredo. Tiene 3 hijos: Agustina, Gabriel (también futbolista) y Valentino, todos nacidos en Argentina.

## Trayectoria
Muy joven fichó en las inferiores del Club Atlético Nueva Chicago, que entrenaban en el Club 12 de Octubre. A los 15 años, cuando jugaba en el equipo reserva, fue convocado a entrenar con el plantel de Primera División. Finalizó el colegio secundario de noche, para poder entrenar en el club por la mañana. En el año 1992 realiza su primera pretemporada con Hugo Zerr como entrenador.
Tuvo un debut frustrado en la fecha 36 del Torneo 1991/92 contra Sportivo Italiano. Hugo Zerr le dijo “Pibe ¿cómo está para mañana? Mire que usted va a concentrar y va a jugar”. Sin embargo, al ser expulsado César Couceiro, el entrenador decidió agotar las variantes colocando a otro defensor. Posteriormente, en un entrenamiento, Gomito sufriría una lesión en la rodilla y se prolongaría el ansiado debut. 
Finamente, el 30 de mayo de 1992 debutó como profesional en Nueva Chicago frente a Central Córdoba de Rosario ingresando a los 19 minutos del segundo tiempo en lugar de Fernández. 
Su primer partido como titular fue en su encuentro número 5 en la derrota 1 a 0 frente a Atlético Rafaela el 27 de febrero de 1993. 
Convirtió su primer gol el 6 de junio de 1993 frente a Banfield, luego de un pase de Pocholo Sánchez en la victoria 3 a 1 de su equipo.
Cumplió los 100 partidos  en el empate 1 a 1 frente a San Martín de San Juan el 10 de diciembre de 1995.
El 21 de junio de 1997 fue su último partido de su primera etapa en Nueva Chicago, al perder el ascenso a Primera División frente a Belgrano. En su primer paso, disputó 155 partidos (123 como titular) y marcó 47 goles.
Sería transferido al Club Atlético Independiente donde fue dirigido por César Luis Menotti, aunque no jugó en su posición habitual. 
Además, jugó en la  Asociación Atlética Argentinos Juniors durante el 2000.
En julio de 2000 regresa a Nueva Chicago que estaba comprometido con la permanencia en la Segunda División.
Llegó a los 200 partidos en la victoria 3 a 2 frente a Newell's el 16 de diciembre de 2001.
Al lograr mantener la categoría en Primera División, finaliza su segunda etapa en Nueva Chicago, donde disputó 63 partidos y marcó 14 goles.
Firmó contrato con el Club Atlético Independiente, donde ya había jugado. Fue parte del equipo campeón del Torneo Apertura 2002, siendo dirigido por Américo Gallego.
En 2003 firmó para Arsenal de Sarandí, donde se mantuvo una temporada para luego emigrar del país. En 2004 llega una fuerte oferta económica que cambiaría su carrera profesional. 
El D.C. United de la Major League Soccer lo contrata, cumpliendo el sueño de jugar en el exterior. Compartió partidos con grandes estrellas y fue distinguido como el jugador más valioso de la Major League Soccer 2006, además de consagrarse campeón de diferentes trofeos en los clubes donde jugó. En 2004 se coronó campeón de Major League Soccer, y en 2007 la MLS Supporters' Shield, trofeo otorgado al equipo con las mejores estadísticas de la Liga.
Además en Estados Unidos jugó en Colorado Rapids en 2008 y en Miami F.C. en 2010, teniendo un segundo paso por D.C. United en 2009.

### Regreso a Nueva Chicago
En 2011 se confirma su vuelta al club que lo vio nacer, Nueva Chicago de la Primera B, con el objetivo de retirarse allí luego de ascenderlo de categoría. Nadie imaginaría que lograría en tan poco tiempo lo que consiguió, su equipo ascendería 3 veces luego de su vuelta.
Consiguió ascender el 30 de junio de 2012 a la Primera B Nacional al vencer a Chacarita Juniors en una ajustada y recordada definición, haciendo descender de categoría al histórico rival de su equipo.
El 3 de abril de 2014 por iniciativa del vicepresidente 1° de la Legislatura Porteña, Cristian Ritondo, fue distinguido en la sesión matinal de la misma como Personalidad Destacada en el ámbito del Deporte por la Legislatura de la Ciudad Autónoma de Buenos Aires.
Al vencer 1 a 0 a Colegiales, con un golazo de tiro libre, Nueva Chicago se corona campeón del Campeonato 2013-14 de la Primera B Metropolitana. Una semana más tarde, Gomito disputó un partido oficial junto a su hijo Gabriel luego de consagrarse campeón de Campeonato de la Primera B 2013/14.
Además, el 21 de septiembre de 2014 se convirtió en el jugador con más partidos disputados en la historia del club de Mataderos superando posteriormente a Oscar Loyarte.
El 21 de septiembre de 2014 se convirtió en el jugador con más partidos disputados en la historia del club de Mataderos al llegar al encuentro 339 superando posteriormente a Oscar Loyarte.
Consigue ascender a la Primera División luego de vencer 1 a 0 a Gimnasia de Jujuy con un gol suyo en un histórico desempate.
El 24 de febrero de 2015 sufrió una rotura de ligamentos en la rodilla. Con 40 años, se recuperó con el objetivo de volver a jugar en la Primera División de Argentina con su querido Nueva Chicago. Finalmente, ingresó desde el banco de suplentes en la victoria de su equipo frente a Aldosivi por 3 a 1 después de casi 7 meses sin jugar convirtiéndose en el jugador de campo más longevo del fútbol argentino en aquel momento. Posteriormente, seguiría jugando profesionalmente y alcanzando buenos rendimientos. Llegó a los 400 partidos con Nueva Chicago el 12 de julio de 2017. Luego de su lesión disputó un total de 50 encuentros y marcó 14 goles.
Es el máximo ídolo de Nueva Chicago, habiendo logrado cuatro ascensos (dos a Segunda División y dos a Primera). Tuvo 3 etapas en el club: desde 1992 a 1997, 2000 a 2002 y de 2011 a 2019. 
Además, es el jugador con más presencias (436 partidos en la institución), seguido por Oscar Loyarte (338) y José Voltura (270). En sus 436 presencias, disputó encuentros en 79 canchas, siendo el Estadio República de Mataderos donde más jugó, con casi 200 partidos. Le siguen con 11 el Estadio de Chacarita Juniors y el Estadio Arquitecto Etcheverri de Ferro con 10.
Con 108 goles, es el tercer máximo goleador, superado por el propio Calandria (116) y por Gustavo González (112). Entre sus 108 anotaciones, le marcó a un total de 54 rivales, siendo Chacarita con 6 el club al que más goles le hizo.
Desde Hugo Zerr hasta Gastón Esmerado, Mario Franceschini fue el entrenador que más partidos lo dirigió con 44, seguido por la dupla Jorge Traverso-Marcelo Vega con 41 y por Víctor Pardo con 38.
Rodolfo Guerra fue el árbitro que más lo dirigió, con 13 partidos. Fue dirigido por padres e hijos: Francisco y Nicolás Lamolina, y Jorge, Mauro y Paulo Vigliano.

## Clubes
| Club               | País           | Año       |
| ------------------ | -------------- | --------- |
| Nueva Chicago      | Argentina      | 1992-1997 |
| Independiente      | Argentina      | 1997-1999 |
| Argentinos Juniors | Argentina      | 2000      |
| Nueva Chicago      | Argentina      | 2000-2002 |
| Independiente      | Argentina      | 2002-2003 |
| Arsenal            | Argentina      | 2003-2004 |
| D.C. United        | Estados Unidos | 2004-2007 |
| Cucha cucha FC     | Bolivia        | 2008      |
| D.C. United        | Estados Unidos | 2009      |
| Miami F.C.         | Estados Unidos | 2010      |
| Nueva Chicago      | Argentina      | 2011-2019 |

## Estadísticas
| Club                                                      | Partidos | Goles | Prom. · |
| --------------------------------------------------------- | -------- | ----- | ------- |
| Nueva Chicago                                             | 435      | 108   | 0,24    |
| Independiente                                             | 86       | 12    | 0,14    |
| Arsenal                                                   | 30       | 6     | 0,20    |
| D.C. United                                               | 147      | 59    | 0,40    |
| Colorado Rapids                                           | 20       | 3     | 0,15    |
| Miami F.C.                                                | 25       | 6     | 0,25    |
| Total                                                     | 743      | 194   | 0,26    |
| Última actualización: Nueva Chicago vs. Atlanta, 14.09.19 |          |       |         |

### Estadísticas completas
| Equipo                         | Temporada           | Liga     | Liga  | Copa Nacional | Copa Nacional | Copa Internacional | Copa Internacional | Total    | Total |
| Equipo                         | Temporada           | Partidos | Goles | Partidos      | Goles         | Partidos           | Goles              | Partidos | Goles |
| Nueva Chicago Argentina        |                     |          |       |               |               |                    |                    |          |       |
| 1991/92                        | ?                   | ?        | -     | -             | -             | -                  | ?                  | 0        |       |
| 1992/93                        | ?                   | ?        | -     | -             | -             | -                  | ?                  | 2        |       |
| 1993/94                        | ?                   | ?        | -     | -             | -             | -                  | ?                  | 5        |       |
| 1994/95                        | ?                   | ?        | -     | -             | -             | -                  | ?                  | 7        |       |
| 1995/96                        | ?                   | ?        | -     | -             | -             | -                  | ?                  | 13       |       |
| 1996/97                        | 34                  | 20       | -     | -             | -             | -                  | 34                 | 20       |       |
| 2000/01                        | 28                  | 7        | -     | -             | -             | -                  | 28                 | 7        |       |
| 2001/02                        | 35                  | 7        | -     | -             | -             | -                  | 35                 | 7        |       |
| 2011/12                        | 39                  | 9        | -     | -             | -             | -                  | 39                 | 9        |       |
| 2012/13                        | 34                  | 9        | 1     | 0             | -             | -                  | 35                 | 9        |       |
| 2013/14                        | 37                  | 10       | 1     | 0             | -             | -                  | 38                 | 10       |       |
| 2014                           | 20                  | 3        | -     | -             | -             | -                  | 20                 | 3        |       |
| 2015                           | 3                   | 0        | -     | -             | -             | -                  | 3                  | 0        |       |
| 2016                           | 12                  | 2        | -     | -             | -             | -                  | 12                 | 2        |       |
| 2016/17                        | 33                  | 12       | 2     | 0             | -             | -                  | 35                 | 12       |       |
| 2017/18                        | 21                  | 2        | -     | -             | -             | -                  | 21                 | 2        |       |
| 2018/19                        | 11                  | 0        | 1     | 0             | -             | -                  | 12                 | 0        |       |
| 2019/20                        | 1                   | 0        | -     | -             | -             | -                  | 1                  | 0        |       |
| Total                          | 430                 | 108      | 5     | 0             | -             | -                  | 435                | 108      |       |
| Independiente Argentina        |                     |          |       |               |               |                    |                    |          |       |
| 1997/98                        | ?                   | ?        | -     | -             | -             | -                  | ?                  | ?        |       |
| 1998/99                        | ?                   | ?        | -     | -             | 10            | 3                  | ?                  | ?        |       |
| 2002/03                        | ?                   | ?        | -     | -             | -             | -                  | ?                  | ?        |       |
| Total                          | 76                  | 9        | -     | -             | 10            | 3                  | 86                 | 12       |       |
| Arsenal Argentina              |                     |          |       |               |               |                    |                    |          |       |
| 2003-04                        | 30                  | 6        | -     | -             | -             | -                  | 30                 | 6        |       |
| Total                          | 30                  | 6        | -     | -             | -             | -                  | 30                 | 6        |       |
| D.C. United Estados Unidos     |                     |          |       |               |               |                    |                    |          |       |
| 2004                           | 8                   | 4        | -     | -             | ?             | ?                  | 8                  | 4        |       |
| 2005                           | 31                  | 11       | -     | -             | ?             | ?                  | 31                 | 11       |       |
| 2006                           | 30                  | 14       | -     | -             | ?             | ?                  | 30                 | 14       |       |
| 2007                           | 27                  | 10       | -     | -             | ?             | ?                  | 27                 | 10       |       |
| 2009                           | 27                  | 6        | -     | -             | 5             | 4                  | 32                 | 10       |       |
| Total                          | 134                 | 50       | -     | -             | 13            | 9                  | 147                | 59       |       |
| Colorado Rapids Estados Unidos |                     |          |       |               |               |                    |                    |          |       |
| 2008                           | 20                  | 3        | -     | -             | -             | -                  | 20                 | 3        |       |
| Total                          | 20                  | 3        | -     | -             | -             | -                  | 20                 | 3        |       |
| Miami F.C Estados Unidos       |                     |          |       |               |               |                    |                    |          |       |
| 2010                           | 25                  | 6        | -     | -             | -             | -                  | 25                 | 6        |       |
| Total                          | 25                  | 6        | -     | -             | -             | -                  | 25                 | 6        |       |
| Total en su carrera            | Total en su carrera | 710      | 182   | 5             | 0             | 28                 | 12                 | 743      | 194   |

## Palmarés

### Títulos nacionales
| Título                 | Club          | País           | Año       |
| ---------------------- | ------------- | -------------- | --------- |
| inter school           | Independiente | Argentina      | A-2002    |
| Nova torneos           | D.C. United   | Estados Unidos | 2004      |
| MLS Cup                | D.C. United   | Estados Unidos | 2004      |
| MLS Supporters' Shield | D.C. United   | Estados Unidos | 2006      |
| MLS Supporters' Shield | D.C. United   | Estados Unidos | 2007      |
| Primera B              | Nueva Chicago | Argentina      | 2013-2014 |

#### Otros logros
| Logro                        | Club          | País      | Año       |
| ---------------------------- | ------------- | --------- | --------- |
| Ascenso a Primera División   | Nueva Chicago | Argentina | 2001      |
| Ascenso a Primera B Nacional | Nueva Chicago | Argentina | 2011-2012 |
| Ascenso a Primera División   | Nueva Chicago | Argentina | 2014      |

### Distinciones individuales
| Distinción                                         | Año  |
| -------------------------------------------------- | ---- |
| Jugador Más Valioso de la MLS                      | 2006 |
| Personalidad Destacada del Deporte en Buenos Aires | 2014 |

| Predecesor: Taylor Twellman | Jugador Más Valioso de la Major League Soccer 2006 | Sucesor: Luciano Emilio |